# Courcelles (Belgia)
Courcelles (valonă Courcele) este o comună francofonă din regiunea Valonia din Belgia. Comuna Courcelles este formată din localitățile Courcelles, Gouy-lez-Piéton, Souvret și Trazegnies. Suprafața sa totală este de 44,24 km². La 1 ianuarie 2008 avea o populație totală de 30.034 locuitori. 
Comuna Courcelles se învecinează cu comunele Chapelle-lez-Herlaimont, Charleroi, Fontaine-l'Evêque, Pont-à-Celles și Seneffe.

## Localități înfrățite
- Franța: Guémené-Penfao;
- Italia: Artogne.